# Nicolas Gédoyn

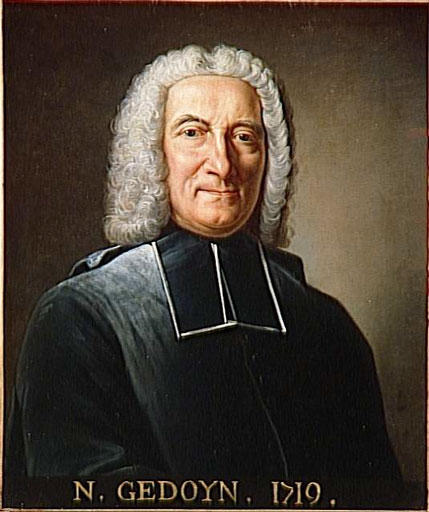
Nicolas Gédoyn

Nicolas Gédoyn (* 15. Juni 1677 in Orléans; † 10. August 1744 in Beaugency) war ein französischer Kleriker und Übersetzer.
Gédoyn erhielt seine Schulbildung an einem Kolleg des Jesuitenordens. Anschließend bekam er eine Anstellung als „Lehrer für Rhetorik“ in Blois, heutiges Département Loir-et-Cher. Später berief man ihn als Kanoniker nach Sainte-Chapelle (Paris) und als solcher wirkte er auch in der Abtei von Beaugency.
1719 berief man Gédoyn als Nachfolger des verstorbenen Jacques-Louis de Valon in die Académie française (Fauteuil 3). Ihm selbst folgte 1744 François-Joachim de Pierre de Bernis nach. 1722 ernannte man Gédoyn zum Mitglied der Académie des Inscriptions et Belles-Lettres.

## Werke (Auswahl)
als Autor
- Recueil d’opuscules litteraires. Paris 1767.
- Réflexions sur le gôut. Paris 1768.

als Übersetzer
- Quintilian: De l’institution de l’orateur. 1718
- Pausanias: Voyage historique de la Grèce. 1731.